# Hörnett

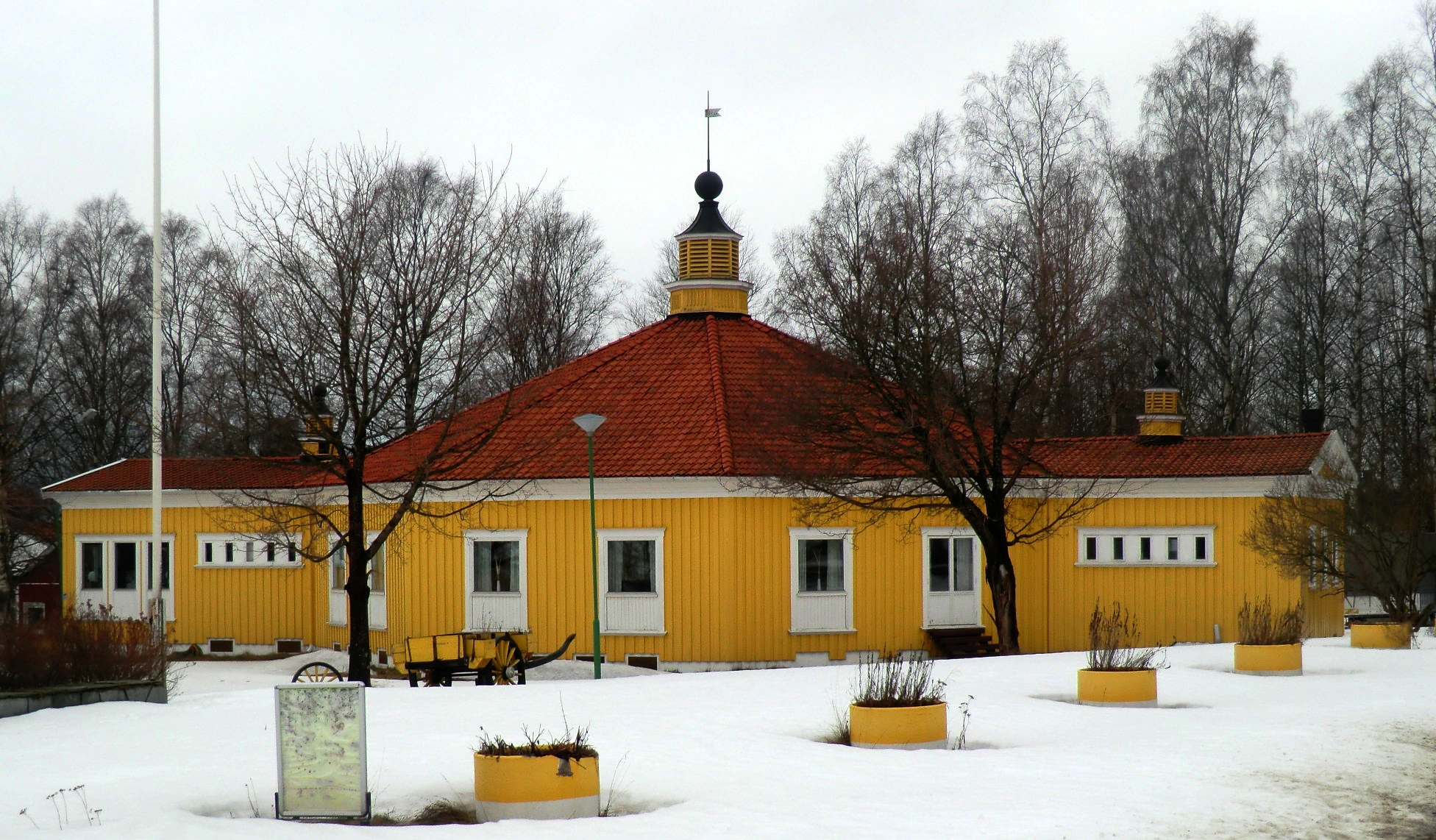
Hörnettpaviljongen, tidigare samlingslokal och bibliotek i Hörnett.

Hörnett är en gammal by i Själevads socken och ett villasamhälle i Örnsköldsviks tätort. Hörnett ligger vid Moälvens nedersta del, på norra sidan om älven. Inom byns område ligger Hörnsjön och södra sidan av Varvsberget. Samhället är starkt präglat av den sulfitfabrik som anlades där 1903 och som nu heter Domsjö Fabriker.

## Från bondby till industriort
På 1860-talet fanns i Hörnett fyra hemman med sammanlagt sex bönder. År 1861 köpte handelsmannen Carl Alfred Fahlgren, som inflyttat från Gävle, ett av dessa hemman. Sedan laga skifte förrättats 1864 flyttade Fahlgren hemmanets byggnader till en plats inom Domsjö Fabrikers nuvarande fabriksområde, som kallades Alfredshem efter Fahlgrens son Alfred. År 1872 började Carl Alfred Fahlgren där bygga en ångsåg som först hade två sågramar men som på 1880-talet byggdes ut till sex. Produktionen översteg vissa år 4 000 standards. Under 1880- och 1890-talen förvärvade Fahlgren ytterligare två hemman inom Hörnetts by.
Den 29 juni 1891 brann såghuset, brädgården och kolhuset ned, men herrgården och arbetarbostäderna kunde räddas. Anläggningen byggdes upp igen men brann återigen ned den 16 juni 1895. Ångsågen byggdes därefter inte upp igen, utan Carl Alfred Fahlgren flyttade till Stockholm och sålde både hemmanen i Hörnett och sina skogsfastigheter till Henrik Holmberg i Härnösand. Alfredshem förvärvades därefter, tillsammans med ytterligare ett av hemmanen i Hörnett, av Mo och Domsjö AB. Bolaget anlade där Domsjö sulfitfabrik som togs i drift 1903.

## Villasamhälle och brukssamhälle
Fabriksarbetarna bodde till att börja med i kaserner i närheten av fabriken, men från och med 1931 upplät Mo och Domsjö AB de gamla åkrarna i Hörnett till egnahemstomter. Priset på tomtmarken var 30 öre per kvadratmeter. Arbetarna fick 30 % rabatt på byggnadsvirke från Domsjö såg och träfiberskivor från den nystartade Treetexfabriken. På så vis växte bostadsområdet Hörnett fram, ofta kallat Alfredshem eftersom detta var postadressen under stora delar av 1900-talet.
Hörnett blev ett brukssamhälle starkt präglat av Mo och Domsjö AB och familjen Kempe, bolagets grundare och långvariga ägare. Bland annat anlades där Kempevallen och Kempehallen.